# 渡華路
渡華路（英語：To Wah Road）是香港九龍一條道路，位於佐敦渡船角以西的西九龍填海區內，九龍站上蓋物業擎天半島以北。渡華路南端連接佐敦道，北端則為死路。該道路是九龍區內少數以「路」作為後綴的道路。

## 沿路主要建築
- 中華電力有限公司百周年變電站
- 民眾安全服務隊總部
- 消防處西九龍救援訓練中心
- 佐敦（渡華路）巴士總站
- 西九龍站巴士總站
- 渡華道消防局大樓